# Murchison
Murchison (anglicky Murchison River) je řeka na západě Austrálie ve státě Západní Austrálie. Je dlouhá 700 km.

## Průběh toku
Stéká ze svahů horského hřbetu Robinson. Ústí do Indického oceánu.

## Vodní režim
Voda protéká korytem řeky pouze v zimě v období dešťů. V létě řeka vysychá a rozpadá se na řetězec jezer.